# Michail Michailowitsch Jewlanow
Michail Michailowitsch Jewlanow (russisch Михаи́л Миха́йлович Евла́нов, wiss. Transliteration Michail Michajlovič Evlanov; * 26. März 1976 in Krasnogorsk, RSFSR, Sowjetunion) ist ein russischer Schauspieler.

## Leben
Jewlanow wurde mit seinem Vornamen Michail nach seinem Vater benannt. Sein Sohn heißt ebenfalls Michail und ist als Schauspieler tätig. 2005 verließ er das Russian State Institute of Performing Arts. Er debütierte 2004 in einer Statistenrolle im Spielfilm Heldenkampf in Stalingrad als Filmschauspieler. 2005 folgte eine größere Rolle in Die Neunte Kompanie. 2009 spielte er in Dark Planet: The Inhabited Island mit, der bis dahin teuersten russischen Filmproduktion. 2016 übernahm er in Guardians of the Night – The Vampire War eine der Hauptrollen.

## Filmografie (Auswahl)
- 2004: Heldenkampf in Stalingrad (Svoi/Свои)
- 2005: Die Neunte Kompanie (9 rota/9 ротa)
- 2005: Uboynaya sila (Fernsehserie, Episode 6x09)
- 2007: Sem kabinok (Семь кабинок)
- 2007: Young Wolfhound (Molodoy Volkodav/Молодой Волкодав) (Fernsehserie, 3 Episoden)
- 2007: Svoy-chuzhoy (Свой-чужой) (Fernsehserie)
- 2007: Die einfachen Dinge (Prostye veshchi/Простые вещи)
- 2007: The Best of Times (Luchshee vremya goda/Лучшее время года)
- 2007: The Hollow (Yar/Яр)
- 2007: Election Day (Den vyborov/День выборов)
- 2008: Nirvana (Нирвана)
- 2008: Live and Remember (Zhivi i pomni/Живи и помни)
- 2009: Dark Planet: The Inhabited Island (Obitaemyy ostrov/Обитаемый остров)
- 2009: Derevenskiy romans (Деревенский романс) (Fernsehfilm)
- 2009: I Am (Ya/Я)
- 2009: Krasnyy lyod. Saga o hantakh (Красный лёд. Сага о хантах)
- 2009: Gruppa 'Zeta' 2 (Fernsehserie)
- 2010: Way to Yourself (Put k sebe/Путь к себе) (Fernsehfilm)
- 2010: Sky on Fire (Nebo v ogne/Небо в огне) (Fernsehserie)
- 2010: Sturm auf Festung Brest (Brestskaja krepost/Брестская крепость)
- 2010: The Tower (Bashnya/Башня) (Fernsehserie)
- 2010: América (Америка)
- 2010: Classy Guys (Klassnye muzhiki/Алкаши) (Mini-Serie, 6 Episoden)
- 2010: Podsadnoy (Подсадной)
- 2010: Estestvennyy otbor (Естественный отбор) (Fernsehserie, 10 Episoden)
- 2011: 'Alibi' na dvoikh ('Алиби' на двоих) (Fernsehserie)
- 2011: Odin edinstvennyy i navsegda (Mini-Serie)
- 2011: Heart’s Boomerang (Serdtsa bumerang/Сердца бумеранг)
- 2011: Without Men (Bez muzhchin/Без мужчин)
- 2011: Pechorin (Печорин)
- 2011: Bedouin (Beduin/Бедуин)
- 2011: Yalta-45 (Ялта-45) (Mini-Serie, Episode 1x01)
- 2011: Wild (Dikiy/Дикий) (Fernsehserie, 2 Episoden)
- 2012: Stepnye deti (Степные дети) (Fernsehserie)
- 2012: Leto volkov (Лето волков) (Mini-Serie, 6 Episoden)
- 2012: Im Nebel (V tumane/В тумане)
- 2012: Bashnya. Novye lyudi (Башня. Новые люди.) (Fernsehserie)
- 2013: Night Swallows (Nochnye lastochki/Ночные ласточки) (Fernsehserie, 6 Episoden)
- 2013: Sherlock Holmes (Sherlok Kholms/Шерлок Холмс) (Fernsehserie, Episode 1x02)
- 2013: Odnoklassniki.ru: naCLICKay udachu (Одноклассники.ru: НаCLICKай удачу)
- 2013: Bez prava na vybor (Без права на выбор) (Mini-Serie, 4 Episoden)
- 2014: No Winter (Zimy ne budet/Зимы не будет)
- 2014: Sex, Coffee, Cigarettes (Sex, kofe, sigarety/Sex, кофе, сигареты)
- 2014: Mertvoe serdtse (Мёртвое сердце) (Mini-Serie, 4 Episoden)
- 2015: Quest (Квест) (Fernsehserie)
- 2015: Chelovek bez proshlogo (Человек без прошлого) (Fernsehserie)
- 2016: Guardians of the Night – The Vampire War (Nochnye strazhi/Ночные стражи)
- 2017: Dinosaur (Dinozavr/Динозавр) (Fernsehserie)
- 2018: The Last Trial (Poslednee ispytanie/Последнее испытание)
- 2018: Sem par nechistykh (Семь пар нечистых)
- 2019: Kaviar (Икра)
- 2021: Major Grom: Der Pestdoktor (Mayor Grom: Chumnoy Doktor/Майор Гром: Чумной Доктор)